# فرودگاه امپایر
فرودگاه امپایر (به انگلیسی: Empire Airport (Nevada)) یک فرودگاه است که یک باند فرود خاکی دارد و طول باند آن ۹۶۶ متر است. این فرودگاه در شهر امپایر، نوادا کشور ایالات متحده آمریکا قرار دارد و در ارتفاع ۱۲۱۶٫۲ متری از سطح دریا واقع شده است.